# Broni
Broni is een gemeente in de Italiaanse provincie Pavia (regio Lombardije) en telt 9279 inwoners (31-12-2004). De oppervlakte bedraagt 20,9 km², de bevolkingsdichtheid is 467 inwoners per km².

## Demografie
Broni telt ongeveer 4051 huishoudens. Het aantal inwoners daalde in de periode 1991-2001 met 7,2% volgens cijfers uit de tienjaarlijkse volkstellingen van ISTAT.
| Jaar | Inwoneraantal |
| ---- | ------------- |
| 1991 | 10.077        |
| 2001 | 9347          |

## Geografie
Broni grenst aan de volgende gemeenten: Albaredo Arnaboldi, Barbianello, Campospinoso, Canneto Pavese, Cigognola, Pietra de' Giorgi, Redavalle, San Cipriano Po, Stradella.

## Geboren
- Alberto Alesina (1957-2020), econoom
- Simone Verdi (1992), voetballer

## Externe link

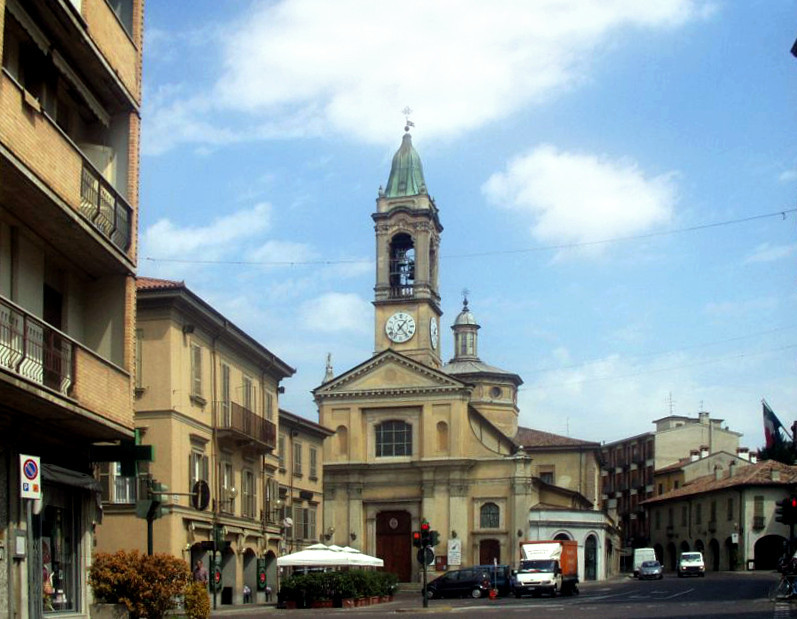